# Preizkusni program
Preizkusni program (angleško shareware) je različica računalniškega programa, ki je uporabniku na voljo za preizkus pred odločitvijo za nakup. Založniki programske opreme pogosto ponujajo preizkusne različice svojih programov za nalaganje prek svetovnega spleta ali priložene revijam na kompaktnih diskih da jih lahko javnost spozna.
Preizkusni program ima lahko napram polni različici okrnjen nabor funkcij ali pa je njegova uporaba časovno omejena in po preteku tega časa preneha delovati oz. deluje okrnjeno. Pogosto je program, ki ga uporabnik poganja, na njegovem računalniku v polni obliki, le z umetno omejenim naborom funkcij. Po plačilu licenčnine dobi od avtorja oz. založnika kodo za odklep preostalih funkcij, po možnosti pa še disk s kopijo programa in dokumentacijo, zagotovilo za tehnično podporo itd.